# 弗米利恩 (堪薩斯州)
弗米利恩（英語：Vermillion）是一個位於美國堪薩斯州馬歇爾縣的城市。

## 地方資料
根據2020年美國人口普查的數據，弗米利恩的面積為0.56平方千米，當中陸地面積為0.54平方千米，而水域面積為0.02平方千米。當地共有人口76人，而人口密度為每平方千米135.71人。